# Scuol
Scuol este o comună în districtul Inn din cantonul elvețian Graubünden. Limba oficială în Scuol este retoromana.

## Nume
Numele oficial a suferit mai multe modificări în secolul al XX-lea:
- Până în 1943, denumirea oficială a comunei a fost Schuls.
- În 1943, a fost schimbată în Bad Scuol/Schuls.
- În 1970 Schuls a fost înlăturat din denumirea oficială, rămânând doar Bad Scuol.
- În 1999 Bad a fost înlăturat, ajungându-se la denumirea actuală Scuol.

## Istoric

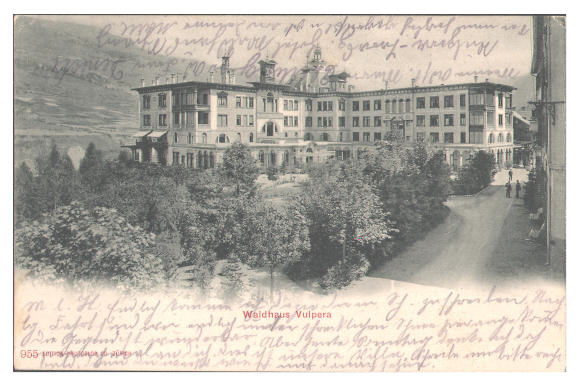
Hotelul Waldhaus Vulpera înainte de a fi ars la 27 mai 1989

Scuol este menționat pentru prima dată în 1095 ca Schulles.

## Geografie

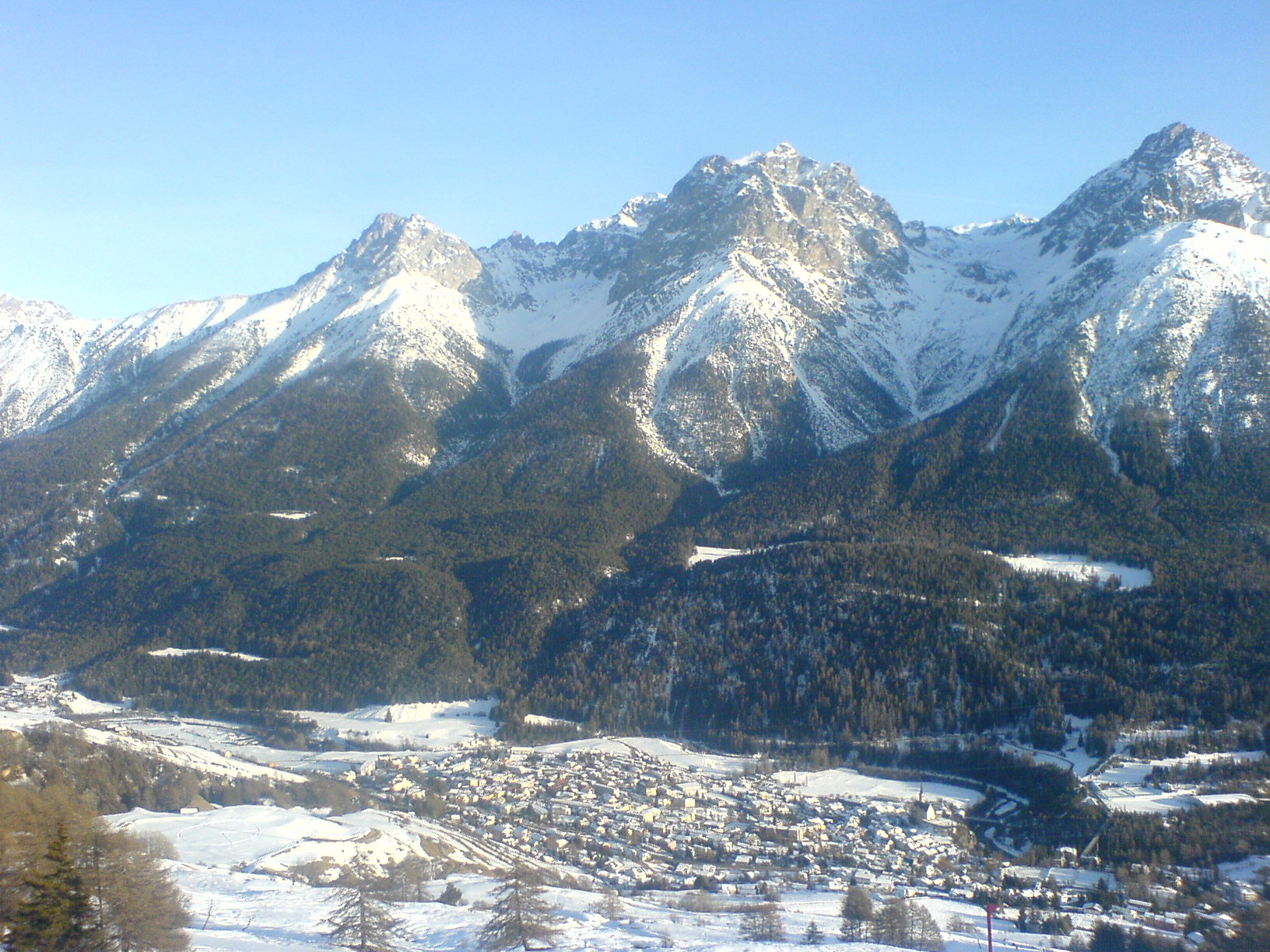
Satul și valea Scuol

Scuol are o suprafață de 144.1 km², din care 1,1% o formează așezarea propriu-zisă (clădiri sau drumuri), 28% este folosită în scopuri agricole, 25,7% este împădurită, iar 45,2% este neproductivă (râuri, ghețari sau munți). Partea de sud aflată către Piz Champatsch (2785 m) este folosită ca o zonă de schi numită „Motta Naluns”, după un loc aflat la nord de Scuol. Stațiunea dispune de 80 de kilometri de pârtii și 12 lifturi (funicular/telescaune/teleschiuri).
Localitatea este capitala districtului Inn și este situată în sub-districtul Suot Tasna. Este o stațiune balneară și de vacanță bine cunoscută, precum și centrul economic al văii Unterengadin. El este cel mai mare sat de pe malul stâng al râului Inn, fiind format din satul Scuol cu suburbia Pradella și cu vechiul sat minier S-charl. Până în 1970 Scuol a fost cunoscut sub numele de Scuol/Schuls.

## Limbi vorbite
Jumătate din populație (la data de 2000) vorbește retoromana (49.4%), a doua cea mai vorbită limbă fiind germana (39.2%), iar a treia italiana (3.9%).
| Limbile vorbite în Scuol |                        |                        |                        |                        |                        |                        |
| Limbă                    | Recensământul din 1980 | Recensământul din 1980 | Recensământul din 1990 | Recensământul din 1990 | Recensământul din 2000 | Recensământul din 2000 |
| Limbă                    | Număr                  | Procent                | Număr                  | Procent                | Număr                  | Procent                |
| Retoromană               | 1130                   | 64.79%                 | 1087                   | 57.54%                 | 1049                   | 49.43%                 |
| Germană                  | 484                    | 27.75%                 | 651                    | 34.46%                 | 831                    | 39.16%                 |
| Italiană                 | 76                     | 4.36%                  | 77                     | 4.08%                  | 82                     | 3.86%                  |
| Populație                | 1744                   | 100%                   | 1889                   | 100%                   | 2122                   | 100%                   |